# رون كاسيدي
رون كاسيدي (بالإنجليزية: Ron Cassidy)‏ هو لاعب كرة قدم أمريكية أمريكي، ولد في 23 يوليو 1957.

## وصلات خارجية
- رون كاسيدي على موقع مرجع كرة القدم المحترفة.كوم (الإنجليزية)